# Virginia Grace
Virginia Randolph Grace, née en 1901 à New York et morte le 22 mai 1994 à Athènes, est une archéologue américaine, connue pour son travail sur les amphores.
Son travail sur le timbrage des amphores, plus précisément de leurs anses, a marqué la discipline en fournissant un outil de datation précise, et sert souvent d'indicateur principal pour l'étude et la compréhension du commerce à l'époque ancienne dans la Méditerranée.
Ses travaux de recherche sont à l'origine d'une base d'archives unique répertoriant les timbres amphoriques, comportant environ 150 000 items. Elle continue d'être alimentée par les chercheurs.

## Biographie
Virginia Randolph Grace est née en 1901 dans la ville de New York. Ses parents sont Lee Ashley et Virginia Fitz-Randolph. Son père travaille dans l'importation de coton et la famille est plutôt aisée. Elle fait ses études à la Brearley School.
Elle est diplômée en 1922 du Bryn Mawr College. Elle enseigne ensuite l'anglais et les mathématiques à des élèves du secondaire pendant plusieurs années. En 1927, elle retourne à Bryn Mawr et fait une année d'études à l'American School of Classical Studies at Athens et obtient son doctorat en 1934, en réalisant une études des poignées d'amphores.
À Bryn Mawr, elle se fiance avec un camarade, mais ne se marie pas. Il meurt quelques années avant 1940.
Elle meurt à Athènes le 22 mai 1994,.

## Recherches
Virginia Grace fait des fouilles à Pergame, à Halai, à Lapta sur l'île de Chypre, et travaille à partir de 1932, et tout au long de sa vie, sur l'Agora d'Athènes. En 1935, elle participe aux fouilles en Thrace dans l'équipe de Bryn Mawr. Elle a été chercheuse invitée à l'Institute for Advanced Study à Princeton, et a reçu deux bourses Guggenheim pour poursuivre ses recherches. Elle travaille en outre avec le Département d'État américain, le bureau des affaires grecques à Istanbul. Elle a aussi travaillé à Izmir, au Caire et au Musée National archéologique d'Athènes.
En 1989, elle reçoit la médaille d'or de l'Institut Archéologique d'Amérique.